# Karl Heinrich Ulrichs

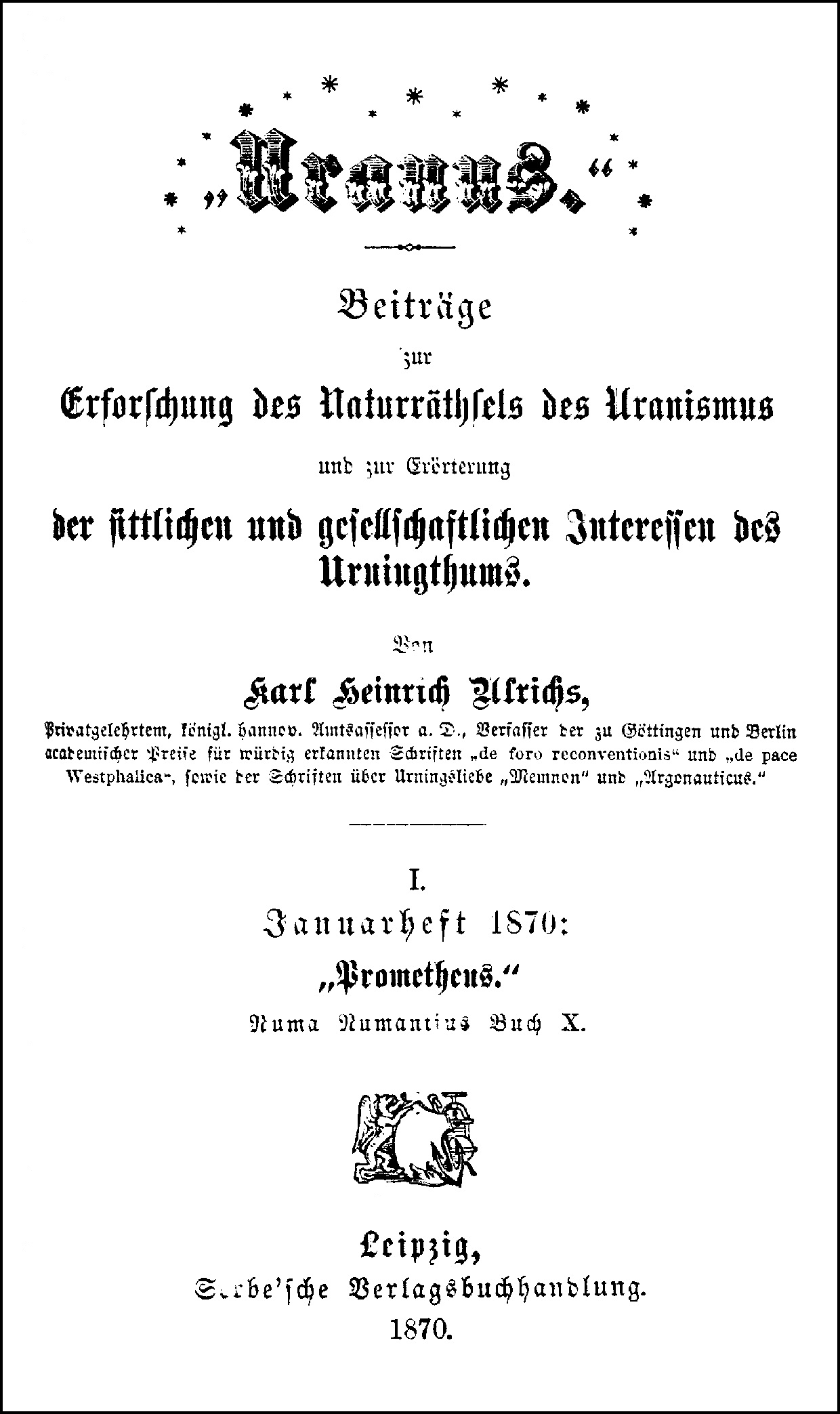
Det första och enda numret av Uranus (utgivet i januari 1870), en tidskrift som var tänkt att bli periodisk.

Karl Heinrich Ulrichs, född 1825, död 1895, var en tysk jurist som betraktas som en pionjär och förgrundsgestalt inom hbtq-rörelsen och som myntade uttrycket "det tredje könet" som beteckning på hbtq-personer. Ulrichs använde termen "urning" definierad som: en kvinnas själ i en mans kropp, en sorts hermafrodit.

## Kampanjen för sexuell reform
År 1862 tog han det avgörande steget att berätta för sin familj och vänner att han, med sina egna ord, var en uranian, det vill säga en person som tillhör "det tredje könet". I samband med detta började han också skriva under pseodonymen "Numa Numantius".